# Suture fronto-ethmoïdale
La suture fronto-ethmoïdale (ou suture ethmoïdo-frontale) est la suture entre l'os ethmoïde et l'os frontal. Elle est située dans la fosse crânienne antérieure.
Elle relie la surface ethmoïdale de l'os frontal à la face supérieure du labyrinthe ethmoïdal d'une part, et la crête de l'épine nasale de l'os frontal au bord antéro-postérieur de la lame perpendiculaire de l'os ethmoïde d'autre part.